# Alfonso Ballesteros (abogado)
José Alfonso María Ballesteros Ríos (San Juan del Río, 6 de mayo de 1886-Santiago de Querétaro, Querétaro, 22 de febrero de 1987), fue un abogado y profesor mexicano. Miembro del Foro de Abogados con sede en París; Presidente del Tribunal Supremo de Justicia de su entidad natal y de la Junta Vergara;  Gobernador interino en 1925.

## Biografía
Nació en la ciudad de San Juan del Río el 6 de mayo de 1886. Sus padres fueron el licenciado Vicente Ballesteros y la señora Dolores Ríos. 
Se recibió de licenciado en Derecho en 1910 
En 1927 fue maestro de las escuelas Preparatoria y de Leyes del Colegio Civil 
En 1963, el gobernador Manuel González Cosío obligó a Díaz Ramírez a dejar la Universidad y designó como rector al licenciado Alberto Macedo Rivas. Díaz era director de la Escuela de Derecho, y Ballesteros, maestro decano de la misma, asumió el cargo mediante el nombramiento hecho por el Consejo Universitario para el periodo de 1964 a 1965. 
Fernando Díaz Ramírez, también abogado lo describió así:

“Muy buen abogado, magistrado recto y honorable, cumplió sus bodas de oro en la profesión y de esos 50 años, casi 40 sirvió como magistrado de nuestro Tribunal, un poco más y cumple sus bodas de oro como magistrado. Maestro por más de veinte años en nuestra Escuela de Derecho”.
Fernando Díaz Ramírez 

Como homenaje a su memoria existe una escuela primaria con su nombre, la cual ha sido sometida a nueva infraestructura.